# Península de Gower
La península de Gower (en inglés: Gower Peninsula, en galés: Penrhyn Gŵyr) es una península en la costa sur de Gales, Reino Unido. Fue la primera área en el Reino Unido en ser designada como Área de Destacada Belleza Natural (Area of Outstanding Natural Beauty), en 1956. Es parte el antiguo Señorío de Gower y a menudo se le refiere coloquialmente como Gower. Es administrado por la autoridad unitaria del Ciudad y condado de Swansea.

## Geografía e historia

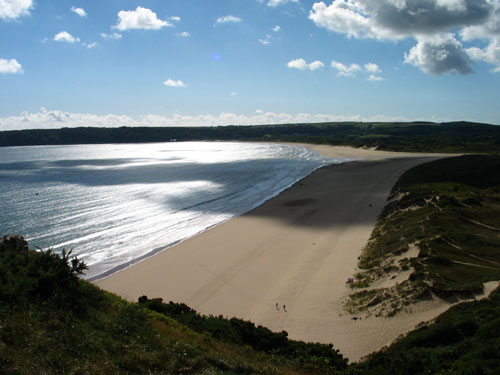
Oxwich Bay.

Situada en el sur de Gales y con un área de unos 180 km², Gower es conocida por su costa, muy frecuentada por caminantes y entusiastas del aire libre, especialmente surfistas. Gower posee muchas cuevas, incluyendo la cueva de Paviland —donde apareció la dama roja de Paviland— y la cueva Minchin Hole. La península está unida mediante con el estuario Loughor al norte y con la bahía Swansea al este. El Área de Belleza Natural Destacada de Gower cubre 188 km² incluyendo la mayor parte del oeste de la península de Crofty, Three Crosses (Tres Cruces), Upper Killay, Blackpill y Bishopston. El punto más alto de la península de Gower es The Beacon en Rhossili Down a 193m/ 633 pies en la bahía Rhossili.
El antiguo señorío de Gower cubría un área más extensa vinculada a los ríos: Loughor, Amman, Twrch y Tawe. El Acta de Unión (1535) transfirió el Señorío al condado histórico de Glamorgan, y la parte suroreste se convirtió en el Hundred de Swansea.
Continuando con la ocupación normanda de Glamorgan, el señorío de Gower (Gŵyr en galés) pasó a manos inglesas, y la parte sureña se convirtió en una de las zonas más anglicadas de Gales. Los pueblos del noreste de la península, tales como Penclawdd y Gowerton, permanecieron fuertemente galesoparlantes hasta la mitad del siglo XX.[cita requerida]
En los tiempos actuales, la península de Gower se ha administrado como el Distrito Rural de Gower (Gower Rural District) de Glamorgan, que unió con el condado municipal del condado de Swansea en 1974 para formar el distrito de Swansea. Desde 1996, Gower ha formado parte de la ciudad y condado de Swansea.
El urbanismo ha hecho que un número de comunidades en el este de Gower formen parte del Área Urbana de Swansea. La agricultura permanece aún importante para la zona pero el turismo juega un papel cada vez mayor en la economía local. Gower es parte del Área de Trabajo de Turismo de Swansea y debería de considerarse como parte de una economía más extensa de Swansea.

El interior de Gower está formado principalmente por granjas y tierras comunales. La población reside sobre todo en pequeños pueblos. La costa meridional de la península se compone de una serie de pequeñas bahías rocosas o de arena como Langland y Tres Acantilados (Three Cliffs), y unas pocas playas más amplias como Puerto Eynon, Rhossili y bahía Oxwich. En la parte septentrional de la Península hay menos playas, esta sección de la costa incluye los famosos criaderos de berberechos de Penclawdd. Hay seis castillos en la península de Gower: Bovehill (también conocido como Landimore), Oystermouth, Oxwich, Pennard, Penrice y Weobley.

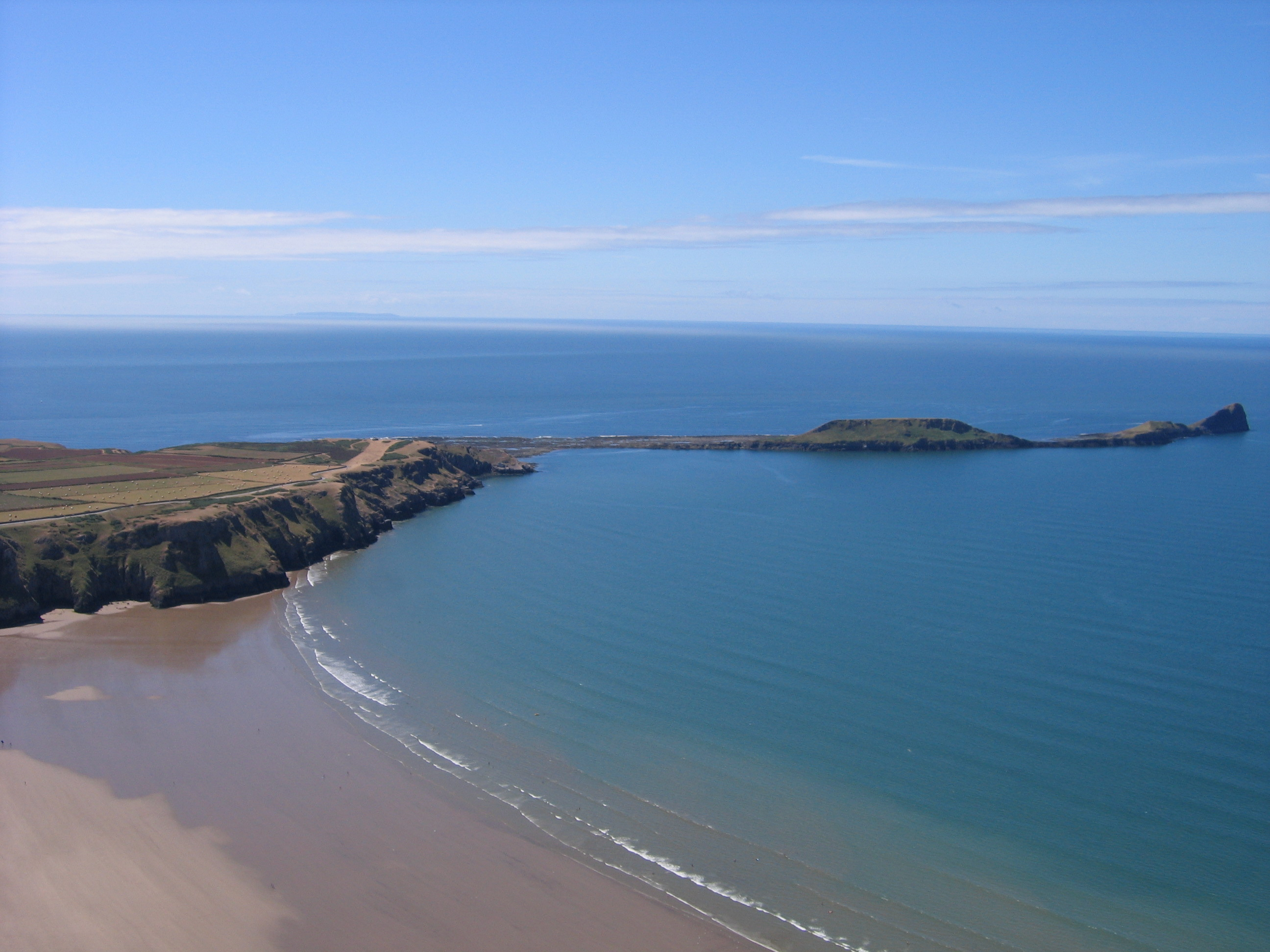
Worm's Head with causeway exposed at low tide.

La Península tiene un estatus de campeonato de cursos golf en el parque Fairwood, justo por encima del Común Fairwood, habiendo conseguido dos veces los campeonatos galeses de PGA en los año 90. Mientras tanto, el Club de Golf Gower en Tres Cruces alberga el Open del Oeste de Gales, un torneo de dos días de turs de golf profesionales en Gales, el Dragon Tour.
El pueblo de Mumbles sirvió de escenario para un drama dividido en seis partes: Ennals Point protagonizado por el actor galés Philip Madoc. La serie se centraba en la tripulación de la lancha de socorro local y en el aire por primera vez en enero de 1982. Para lo que vivían en la localidad, los continuados saltos eran a menudo divertidos (al salir de una casa del pueblo, los actores se encontrarían inmediatamente en un área a seis millas distante. Una película (Gower Boy) realizada por el artista Gee Vaucher y el músico Huw Warren describió como una exploración amable y contemplativa de la península de Gower en Gales, debutada en el 14º Festival de Cine Raindance en octubre de 2006.  El pueblo de Rhossili apareció en el episodio Nueva Tierra (New Earth) de Doctor Who en el año 2006. En el episodio se podía ver la Cabeza de Gusano (Worm's Head, una roca en Rhossili).

## Arqueología
Gower es conocida por sus múltiples menhires de la Edad de Bronce. De los nueve megalitos, ocho permanecen hoy en día. Una de las más famosas es la piedra de Arthur, cerca de Cefn Bryn.
En la cueva Paviland, en el sur de Gower, se encuentra un esqueleto humano (denominado la dama roja de Paviland, aunque se trata realmente de un hombre). Fue descubierto con la arqueología victoriana y, según una datación hecha en 2009, tiene una antigüedad de 33000 años.

## Pueblos

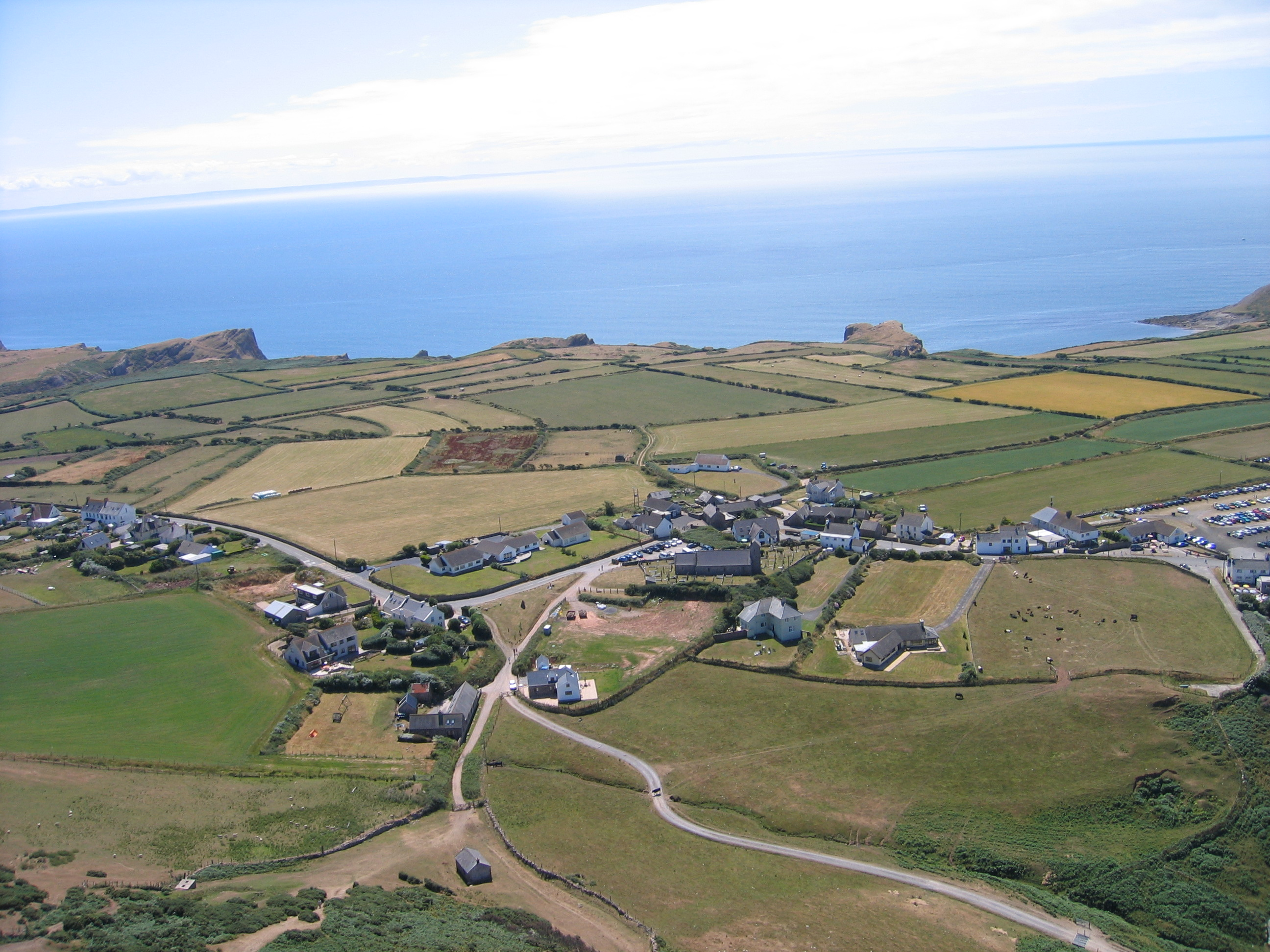
Rhossili village.

Los pueblos más destacados de Gower son:
- Bishopston
- Burry Green
- Caswell
- Cheriton
- Crofty
- Gowerton
- Horton
- Ilston
- Kittle
- Knelston
- Landimore
- Langland
- Llandewi
- Llangennith
- Llanmadoc
- Llanmorlais
- Llanrhidian
- Llethryd
- Middleton
- Mumbles
- Murton
- Newton
- Nicholaston
- Oldwalls
- Overton
- Oxwich
- Oxwich Green
- Parkmill
- Penclawdd
- Pennard
- Penmaen
- Penrice
- Pitton
- Pitton Green
- Port Eynon
- Reynoldston
- Rhossili
- Slade
- Scurlage
- Southgate
- Three Crosses
- Upper Killay

## Playas
Esta es una lista de las mayores playas. Las playas de Bandera Azul están marcadas con un asterisco*:
- Bahía Swansea
- Playa Mumbles
- Bahía Brazalete*
- Limeslade
- Rotherslade
- Bahía Langland*
- Bahía Caswell*
- Ensenada Brandy
- Bahía Pwlldu
- Bahía Foxhole
- Bahía Pobbles
- Bahía Tres Acantilados
- Bahía Tor
- Bahía Oxwich
- Bahía Slade
- Horton Bay
- Bahía Puerto Eynon*
- Bahía Mewslade
- Bahía Fall

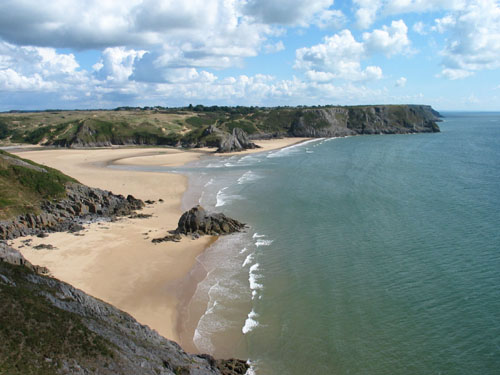
Tor Bay and Three Cliffs Bay.

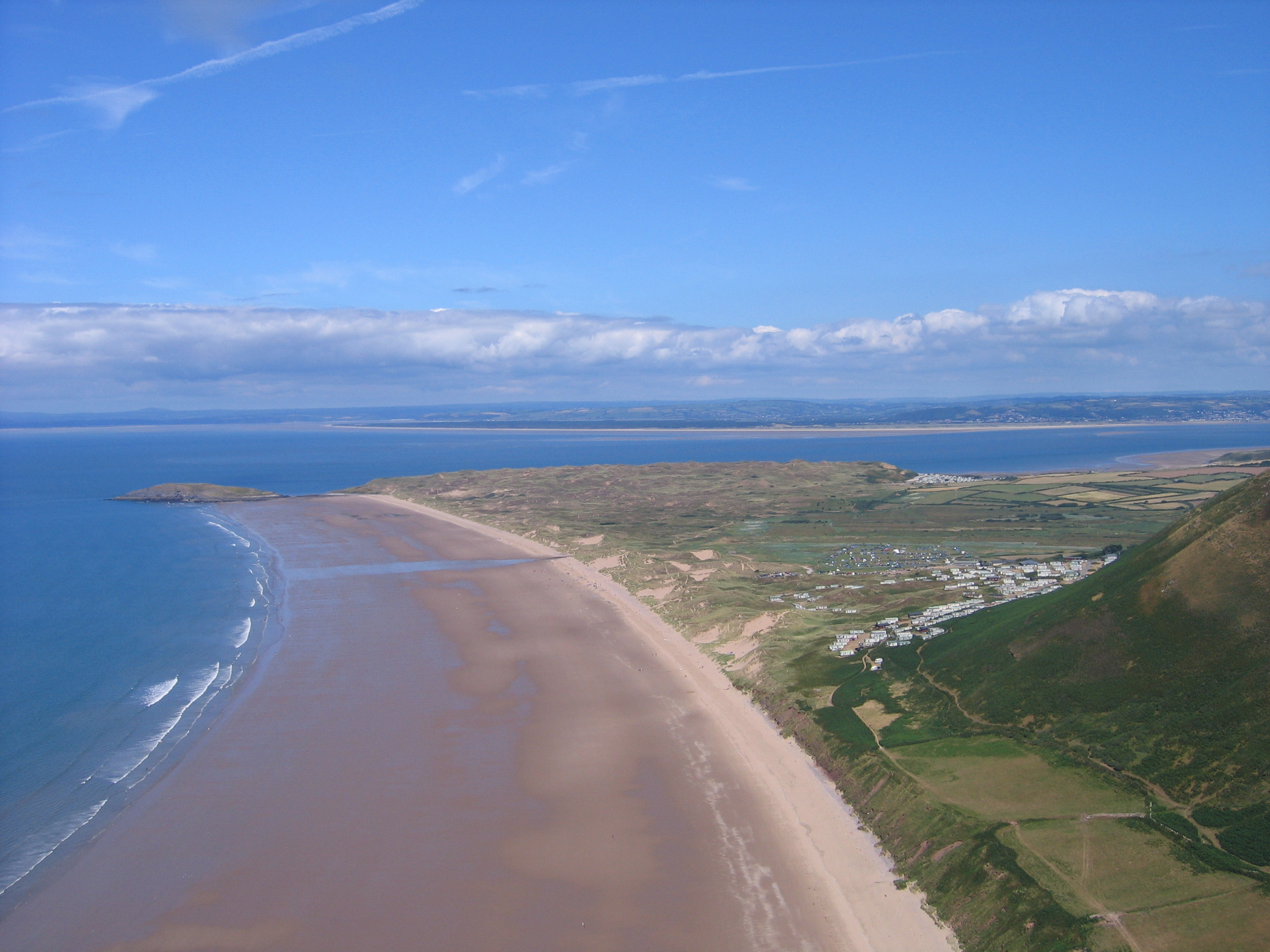
Burry Holms beach.

- BAhía Rhossili (Arenas Llangennith)
- Burry Holms
- Bahía Estanque Azul
- Playa Llanmadoc
- Bahía Broughton
- Arenas Whiteford

## Premios a las playas
Las playas de Gower han ganado premios por su alta calidad. 

### Premio Playa Bandera Azul 2005
Las playas que tienen el Premio de Playa de Bandera Azul Award en Gower son:
- Bahía Brazalete
- Bahía Caswell
- Bahía Langland
- Bahía Puerto Eynon

### Premio Costa verde 2005

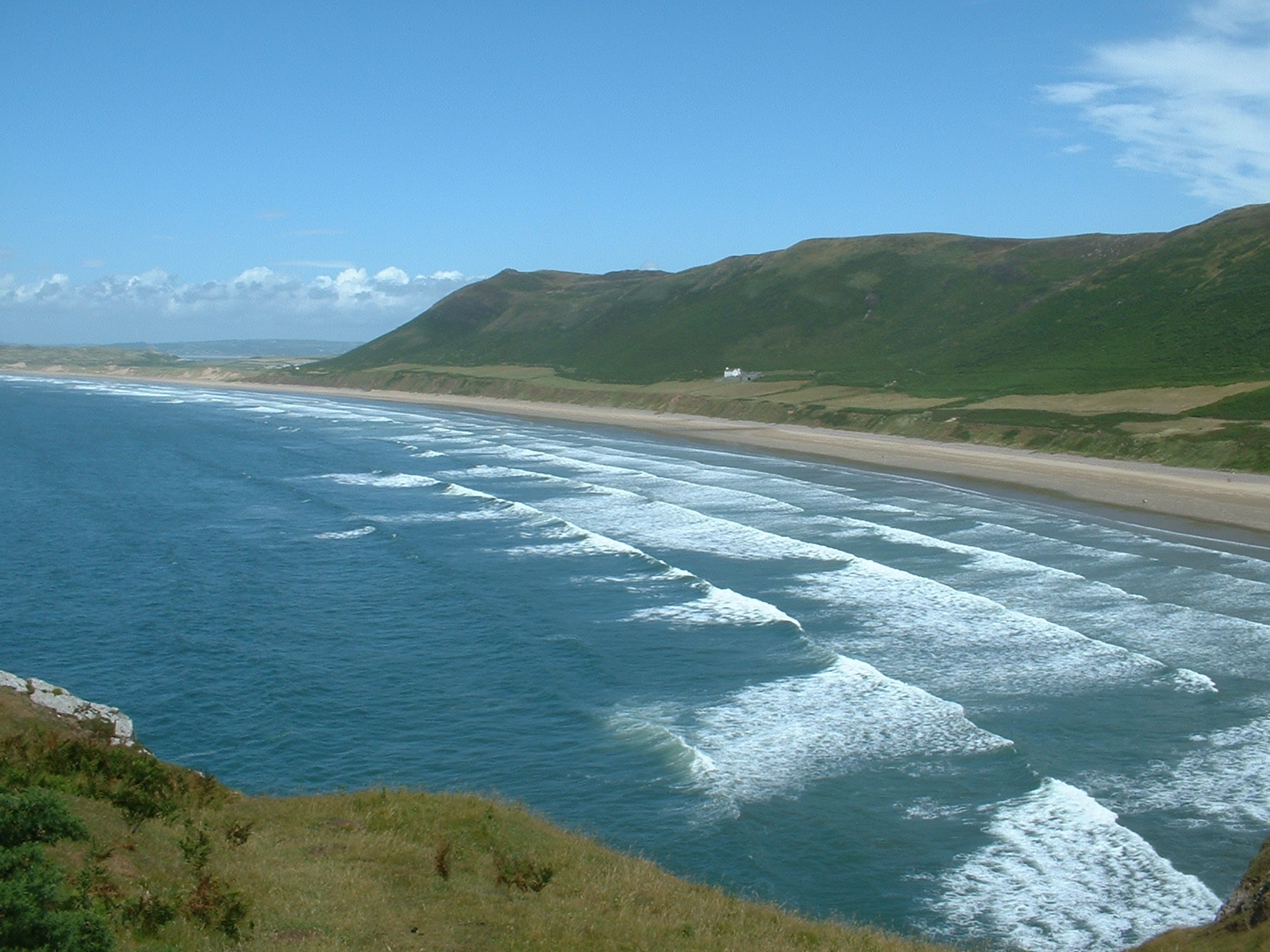
Rhossili Down and Rhossili Bay.

El propósito del Premio Costa Verde es: agradecer a aquellas playas que alcanzaron la pauta de calidad del agua y son premiadas por su ambiente natural e intacto. Las playas que tienen este premio en la península de Gower son :
- Bahía Rhossili
- Bahía Mewslade
- Bahía Tor
- Bahía Pwll Du
- Bahía Limeslade

### Premios Costa 2006
Sólo las playas que tienen una buena agua de calidad, estando limpias y siendo bien dirigidas, reciben el Premio Costa. Las playas de gower que lo han recibido son :
- Bahía Brazalete
- Bahía Caswell
- Bahía Puerto Port Eynon
- Bahía Langland
- Bahía Limeslade